# Kultury naddunajskie
Kultury naddunajskie – określenie wprowadzone w latach 20. XX w. przez archeologa Vere Gordona Childe'a, oznaczające krąg kultur neolitu występujących w środkowej Europie, głównie w dorzeczu środkowego i częściowo dolnego Dunaju, charakteryzujących się prowadzeniem gospodarki rolniczo-hodowlanej. Kultury te pojawiały się sukcesywnie na ziemiach polskich przenikając przez Bramę Morawską oraz przełęcze Karpat i Sudetów.
Do tego cyklu zalicza się:
- kultura ceramiki wstęgowej rytej
- kultura badeńska
- kultura lendzielska
- kultura pucharów lejkowatych
- kultura amfor kulistych
- kultura ceramiki sznurowej
- kultura pucharów dzwonowatych